# 基希艾布
基希艾布是德国莱茵兰-普法尔茨州的一个市镇。总面积6.55平方公里，总人口557人，其中男性286人，女性271人（2011年12月31日），人口密度85人/平方公里。